# Juan Rafael Llerena Amadeo
Juan Rafael Llerena Amadeo (Buenos Aires, 1 de abril de 1925 - ibídem, 11 de enero de 2014) fue un abogado y profesor argentino. Entre 1978 y 1981 se desempeñó como ministro de Educación durante el gobierno de facto de Jorge Rafael Videla.
Se dedicó extensamente a la cuestión educativa y a la promoción del sistema de gestión privado católico, principalmente en los niveles secundario y universitario. intento llevar adelante una nueva Ley de Educación. Como presidente del CRUN confirmó que  arancelarían todas las universidades en el ciclo lectivo 1981 y Llerena Amadeo anunció que se reducirían los gastos de personal en un 2 por ciento y un 6,5 los de inversión universitaria.
Fue miembro emérito de la Academia Literaria del Plata. Llerena Amadeo fue presidente de la Corporación de Abogados Católicos, que fue creada en 1935 y profesor titular emérito de la Facultad de Derecho y Ciencias Políticas de la Universidad Católica Argentina.
Entre 1967 y 1969 tuvo a cargo la subsecretaría de Educación, durante el gobierno del teniente general Juan Carlos Onganía donde Trabajó cerca de la comunidad  católica lo que despertó críticas de otros credos por la posibilidad de que volviera a impartirse educación cristiana en las escuelas públicas, hecho que no ocurrió. No obstante logró imponer la materia Formación Moral y Cívica en el nivel secundario. La decisión recibió críticas de distintos credos porque consideraban que era una manera de volver a instaurar la educación religiosa en la enseñanza pública. Nuevamente en dictadura, entre 1978 y 1981 durante el gobierno de Jorge Rafael Videla estuvo al frente del ministerio de Educación de la Nación. El 22 de abril de 1980 el ministro anunció la sanción de la nueva ley universitaria número 22.207. Llerena Amadeo dijo en su discurso que el ámbito universitario era uno de los “sectores de la vida del país en donde con mayor intensidad actuó la subversión apátrida". La medida más resonante fue  la disposición del 20 de diciembre de 1979 que ordenaba cerrar la Universidad Nacional de Luján.

## Obra
Es autor de diversos textos, entre ellos:
- «El Orden Político: Principios y Cuestiones de Derecho Político» (en coautoría con Eduardo Ventura), A-Z, Buenos Aires, 1983 (3ª ed., A-Z, Buenos Aires, 1997).
- «Deber y derecho a la educación y cultura», CCC, 1994.

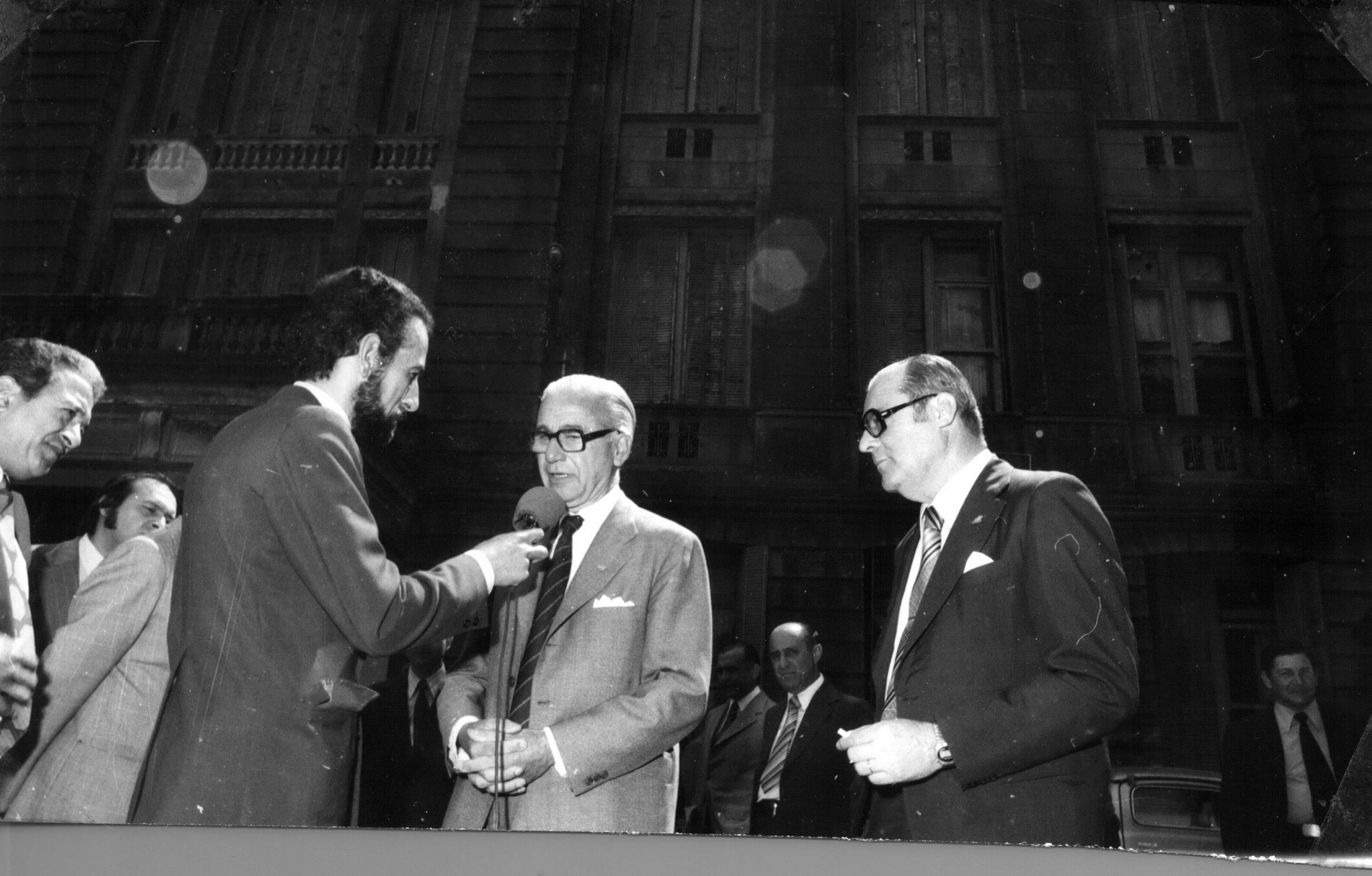
Visita de Juan Rafael Llerena Amadeo a la Universidad Nacional de La Plata. En la fotografía se lo ve frente al Colegio Nacional dando una nota periodística junto al rector Guillermo Gallo. 26 de noviembre de 1979.

- Visita de Juan Rafael Llerena Amadeo a la Universidad Nacional de La Plata. En la fotografía se lo ve frente al Colegio Nacional dando una nota periodística junto al rector Guillermo Gallo. 26 de noviembre de 1979. «Dos Siglos de Política Nacional», Abeledo-Perrot, Buenos Aires, 2000.